# Санти-XII-Апостоли (титулярная церковь)
Титулярная церковь Санти-XII-Апостоли (лат. Titulus XII Apostolorum) — титулярная церковь, которая является одной из старейших и престижнейших титулярных церквей, была учреждена в 112 году Папой Эваристом, первоначально носившая имя Святых Иакова Алфеева и Филиппа (двух апостолов, которые, по преданию, захоронены в этой базилике) и впоследствии утвержденная Папой Пелагием I в 555 году. Папа Иоанн III снова подтвердил это в 560 году и изменил её титул на Санти-XII-Апостоли, когда 1 мая того же года освятил недавно возведённую церковь. Титулярная церковь когда-то была связана с базиликой Санта-Мария-Маджоре, и её священники по очереди служили там Мессу. Титул принадлежит базилике Санти-XII-Апостоли, расположенной в районе Рима Треви, на пьяцца Санти-Апостоли.

## Список кардиналов-священников титулярной церкви Санти-XII-Апостоли
- Епифаний — (494 — ?);
- Агапит (или Рустик) — (530? — 535);
- Андромах — (590 — ?);
- Марин — (упоминается в 721)[1];
- Иоанн — (964 — до 993);
- Иоанн — (993 — ?);
- Бернар — (около 1067 — до 1073);
- Иоанн — (около 1073 — до 1099);
- Грегорио Гаэтани — (1099 — около 1102);
- Грегорио Конти — (1102 — 1112, смещён)[2];
- Уго Висконти — (около 1112 — 1121);
- Грегорио Конти (второй раз) — (декабрь 1122 — апрель 1139, восстановлен в должности Папой Каликстом II, смещён Папой Иннокентием II)[2];
  - вакантно (1130 — 1138);
- Грегорио Конти (третий раз) — (29 мая 1138 — апрель 1139, восстановлен и переведён Папой Иннокентием II)[2];
- Альберт (из Монте-Сакрато — (1152 — около 1156, до смерти);
- Альберт — (декабрь 1153 — ?, до смерти);
- Ильдебрандо Грасси, регулярный каноник Святой Марии Ренской — (1157 — 8 ноября 1178, до смерти);
- Ильдеберт — (март 1179 — около 1182, до смерти);
- Пандольфо Маска — (декабрь 1182 — 1201, до смерти);
  - вакантно (1201 — 1213);
- Стефано ди Чеккано, O.Cist. — (1213 — 23 ноября 1227, до смерти);
  - вакантно (1227 — 1244);
- Гийом де Талльянт, O.S.B.Clun. — (28 мая 1244 — 1250?, до смерти);
  - вакантно (1250 — 1262);
- Аннибале д’Аннибальди, O.P. — (22 мая 1262 — 1272, до смерти);
  - вакантно (1272 — 1278);
- Джерардо Бианки, O.Cist. — (12 марта 1278 — 12 апреля 1281, назначен кардиналом-епископом Сабины);
  - вакантно (1281 — 1288);
- Пьетро Колонна — титулярная диакония pro illa vice in commendam (12 июня 1288 — 1326, до смерти);
- Эмбер Дюпюи — (18 декабря 1327 — 26 мая 1348, до смерти);
- Пектен де Монтескьё — (17 декабря 1350 — 1 февраля 1355, до смерти);
- Пьер де ла Форе, O.S.B. — (23 декабря 1356 — 7 июня 1361, до смерти);
  - вакантно (1361 — 1368);
- Бернар дю Боске — (22 сентября 1368 — 19 апреля 1371, до смерти);
- Роберт Женевский — (30 мая 1371 — 20 сентября 1378, избран антипапой Климентом VII);
- Ян I Очко из Влашима — (19 августа 1378 — 14 января 1380, до смерти);
  - вакантно (1380 — 1397);
  - Фернандо Перес Кальвильо — (22 сентября 1397 — 1404, до смерти — псевдокардинал антипапы Бенедикта XIII);
- Пётр Филарг, O.F.M. — (12 июня 1405 — 26 июня 1409, избран антипапой Александром V);
  - Луи де Бар — (2 июля 1409 — 22 сентября 1412, назначен кардиналом-епископом Порто и Санта Руфина — псевдокардинал антипапы Бенедикта XIII);
  - вакантно (1412 — 1440);
- Виссарион Никейский — (8 января 1440 — 5 марта 1449, in commendam 5 марта 1449 — 18 ноября 1472, до смерти);
  - вакантно (1472 — 1503);
- Клементе Гроссо делла Ровере, O.F.M.Conv. — (6 декабря 1503 — 18 августа 1504, до смерти);
- Леонардо Гроссо делла Ровере — (17 декабря 1505 — 15 сентября 1508, назначен кардиналом-священником Санта-Сусанна);
- Франческо Содерини — (15 сентября 1508 — 29 октября 1511, назначен кардиналом-епископом Сабины);
  - вакантно (1511 — 1517);
- Помпео Колонна — (13 ноября 1517 — 11 января 1524, in commendam 11 января 1524 — 28 июня 1532, до смерти);
- Альфонсо Манрике де Лара — (17 июля 1532 — 28 сентября 1538, до смерти);
- Педро Сармиенто — (15 ноября 1538 — 13 октября 1541, до смерти);
- Мигел да Силва — (6 февраля 1542 — 5 октября 1543, назначен кардиналом-священником Санта-Прасседе);
- Дуранте Дуранти — (9 января 1545 — 24 декабря 1557, до смерти);
- Маркус Ситтикус фон Гогенэмс — титулярная диакония pro illa vice (10 марта 1561 — 30 июля 1563), (30 июля 1563 — 15 мая 1565, назначен кардиналом-священником Сан-Джорджо-ин-Велабро);
- Маркантонио Колонна старший — (15 мая 1565 — 5 декабря 1580, назначен кардиналом-священником Сан-Пьетро-ин-Винколи);
  - вакантно (1580 — 1585);
- Родриго де Кастро Осорио — (20 мая 1585 — 18 сентября 1600, до смерти);
- Франсуа д’Эскубло де Сурди — (20 декабря 1600 — 30 января 1606, назначен кардиналом-священником Сан-Марчелло);
- Доменико Джиннази — (30 января 1606 — 19 сентября 1624, назначен кардиналом-священником Сан-Лоренцо-ин-Лучина);
- Дезидерио Скальа, O.P. — (9 февраля 1626 — 6 октября 1627, назначен кардиналом-священником Сан-Карло-аль-Корсо);
  - вакантно (1627 — 1634);
- Франческо Мария Бранкаччо — (9 января 1634 — 2 июля 1663, назначен кардиналом-священником Сан-Лоренцо-ин-Лучина);
- Палуццо Палуцци Альтьери дельи Альбертони — (15 марта 1666 — 1 декабря 1681, назначен кардиналом-священником Сан-Кризогоно);
- Лоренцо Бранкати, O.F.M. Conv. — (1 декабря 1681 — 30 ноября 1693, до смерти);
  - вакантно (1693 — 1698);
- Джорджо Корнер — (7 апреля 1698 — 10 августа 1722, до смерти);
- Бенедетто Эрба-Одескальки — (29 января 1725 — 13 декабря 1740, до смерти);
- Доменико Ривьера — (2 января 1741 — 2 ноября 1752, до смерти);
- Генрих Бенедикт Стюарт — (18 декабря 1752 — 12 февраля 1759, in commendam 12 февраля 1759 — 13 июля 1761, назначен кардиналом-епископом Фраскати);
- Лоренцо Джованни Ганганелли, O.F.M.Conv. — (29 марта 1762 — 19 мая 1769, избран Папой Климентом XIV);
- Франсиско де Солис Фольк де Кардона — (26 июня 1769 — 21 марта 1775, до смерти);
- Джованни Аркинто — (15 июля 1776 — 1 июня 1795, назначен кардиналом-епископом Сабины);
- Франсиско Антонио де Лоренсана-и-Бутрон — (24 июля 1797 — 17 апреля 1804, до смерти);
  - вакантно (1804 — 1816);
- Дионисио Бардахи-и-Асара — (29 апреля 1816 — 27 сентября 1822, назначен кардиналом-священником Сант-Аньезе-фуори-ле-Мура);
- Карло Одескальки —  (16 мая 1823 — 15 апреля 1833, назначен кардиналом-епископом Сабины);
- Франческо Серра-Кассано — (29 июля 1833 — 17 августа 1850, до смерти);
- Антонио Франческо Ориоли, O.F.M.Conv. — (30 сентября 1850 — 20 февраля 1852, до смерти);
- Джусто Реканати, O.F.M.Cap. — (10 марта 1853 — 17 ноября 1861, до смерти);
- Антонио Мария Панебьянко, O.F.M.Conv. — (23 декабря 1861 — 21 ноября 1885, до смерти);
- Жозе Себаштьян де Алмейда Нету, O.F.M. — (10 июня 1886 — 7 декабря 1920, до смерти);
- Пьетро Ла Фонтэн — (7 марта 1921 — 9 июля 1935, до смерти);
- Игнатий Гавриил I — (19 декабря 1935 — 11 февраля 1965, назначен кардиналом-епископом с титулом патриарха Антиохии Сирийской);
- Франческо Роберти — (26 июня 1967 — 16 июля 1977, до смерти);
- Агостино Казароли — (30 июня 1979 — 25 мая 1985, in commendam 25 мая 1985 — 9 июня 1998, до смерти);
- Джованни Баттиста Ре — (21 февраля 2001 — 1 октября 2002, назначен кардиналом-епископом Сабины-Поджо Миртето);
- Анджело Скола — (21 октября 2003 — по настоящее время).